# Tiago Mendonça
Tiago Wesley de Mendonça (Ribeirão Pires, 7 de dezembro de 1983) é um jornalista esportivo, apresentador e comentarista brasileiro. Começou a carreira aos 14 anos de idade em Ribeirão Pires, na Rádio Pérola da Serra, participando de programas e blocos de esporte da emissora. 
Estreou na televisão pela RedeTV!, em 2005, como repórter e comentarista nas transmissões de automobilismo. Pela emissora, Tiago cobriu os campeonatos da Pick Up Racing, A1GP, Itaipava GT Brasil, GT Series e Brasileiro de Turismo.
Teve passagem também pela Rádio Jovem Pan, onde foi apresentador dos programas Fim de Jogo e Fórmula Jovem Pan; âncora das jornadas esportivas da Fórmula 1 e amistosos da Seleção; comentarista do Campeonato Brasileiro, Copa do Brasil e Taça Libertadores da América; e fez a cobertura da Copa do Mundo FIFA 2014. 
No período em que esteve na Jovem Pan, Tiago Mendonça participou em algumas oportunidades como convidado do programa Linha de Chegada, do SporTV, apresentado por Reginaldo Leme.
A partir de 2015, passou a fazer parte da equipe do Grupo Bandeirantes de Comunicação, onde atuou como comentarista da Fórmula Indy e outros eventos esportivos da Band e do Bandsports. 
Em dezembro de 2018, foi contratado pela RedeTV! como comentarista do programa NASCAR Show, apresentado por Bibiana Bolson e Fernando Navarro e comandado por Fernando Fontana. Além desta atração, Tiago seguiu como repórter do programa Auto+, na mesma emissora. Em 5 de abril de 2019, Tiago foi desligado do NASCAR Show, mas permaneceu na emissora de forma independente, integrando o elenco do Auto+.
Voltou aos canais Band e Bandsports como comentarista de esportes a motor em março de 2021.
Tiago Mendonça é também o autor da biografia do ex-piloto de Fórmula 1 e maior campeão da história da Stock Car Ingo Hoffmann. Em março de 2020, estreou um canal próprio no YouTube, o Pr1meiro Stint.

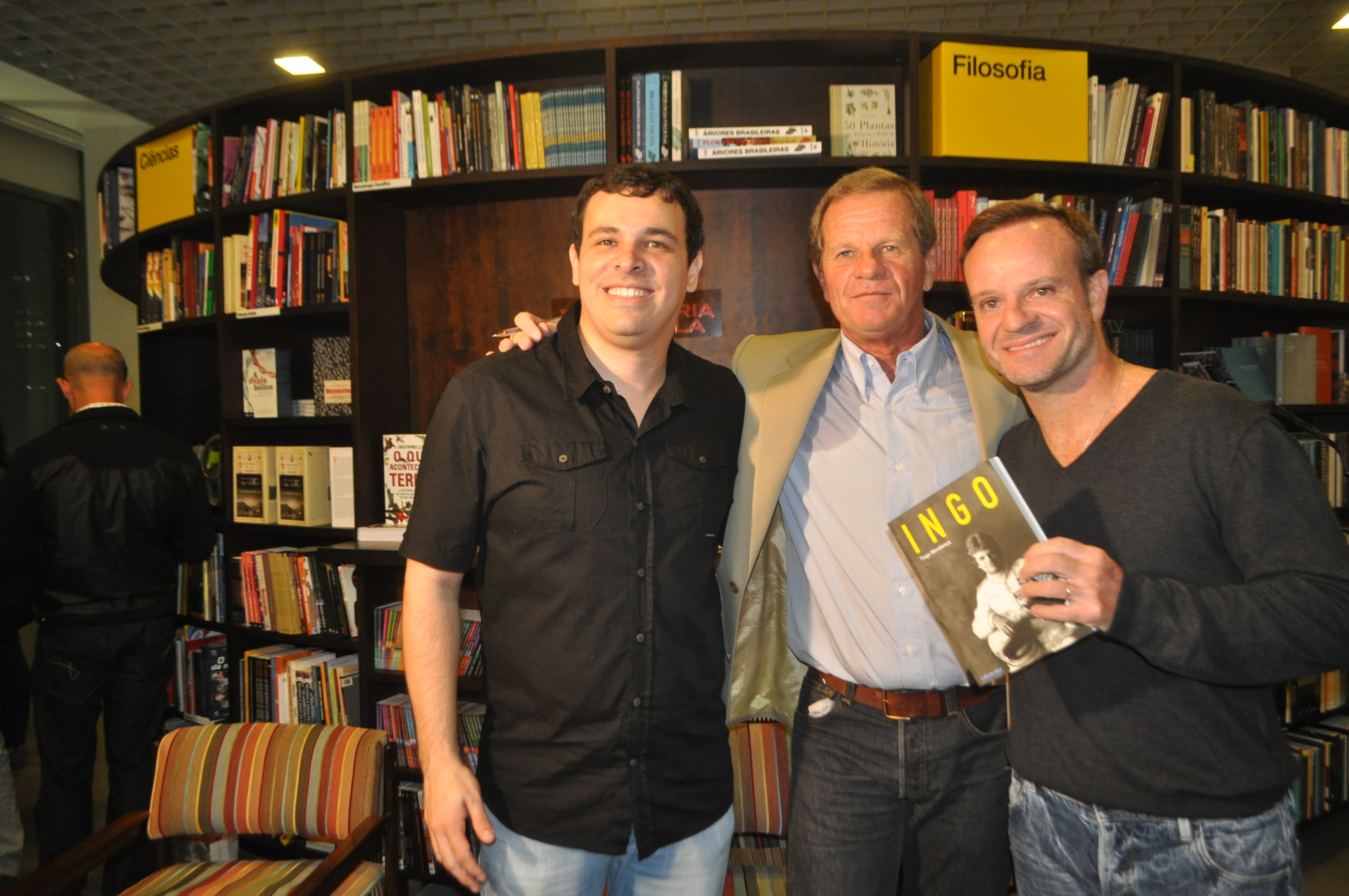
Tiago Mendonça ao lado dos pilotos Ingo Hoffmann e Rubens Barrichello.